# A Múmia (1999)
The Mummy (bra/prt: A Múmia) é um filme de aventura estadunidense de 1999 escrito e dirigido por Stephen Sommers e estrelado por Brendan Fraser, Rachel Weisz, John Hannah, Oded Fehr e Kevin J. O'Connor, com Arnold Vosloo no papel-título da múmia reanimada. É uma refilmagem livremente inspirada no filme de 1932 de mesmo nome estrelado por Boris Karloff. Originalmente pensado para ser parte de uma série de terror de baixo orçamento, o filme acabou por se transformar em um blockbuster de aventura, sendo o primeiro da franquia.
As filmagens aconteceram em Marraquexe, no Marrocos, a partir de 4 de maio de 1998, e se estenderam por 17 semanas, com a equipe tendo que lidar com desidratação, tempestades de areia e cobras enquanto filmava no Saara. Os efeitos visuais foram desenvolvidos pela Industrial Light & Magic, que misturou efeitos práticos e imagens geradas por computador para criar a múmia do título. O músico Jerry Goldsmith fez a partitura orquestral.
Lançado em 7 de maio de 1999, o filme gerou US$ 43 milhões de dólares em 3.210 cinemas durante a sua semana de estreia nos Estados Unidos, e faturou um total de 416 milhões em todo o mundo. O sucesso de bilheteria levou às sequências The Mummy Returns em 2001 e A Múmia: Tumba do Imperador Dragão em 2008, assim como The Mummy: The Animated Series, e o filme spin-off The Scorpion King.

## Elenco
| Ator / Atriz       | Personagem               | Descrição |
| ------------------ | ------------------------ | --- |
| Brendan Fraser     | Rick O'Connell           | Um aventureiro que serviu na Legião Estrangeira Francesa. O produtor James Jacks ofereceu o papel de Rick O'Connell para Tom Cruise, Brad Pitt, Matt Damon e Ben Affleck, mas os atores não estavam interessados ou não tinham agenda disponível para a produção. Jacks e o diretor Stephen Sommers ficaram impressionados com o sucesso de bilheteria que "George, o rei da floresta" (George of the Jungle, 1997) estava fazendo e, como resultado, ofereceram o papel do protagonista a Brendan Fraser. Sommers também comentou que sentiu Fraser encaixar perfeitamente no personagem fanfarrão ao estilo de Errol Flynn que ele tinha imaginado. O ator compreendeu que o personagem "não se leva muito a sério, caso contrário, o público não pode ir nessa viagem com ele". |
| Rachel Weisz       | Evelyn "Evy" Carnahan    | Uma bibliotecária anglo-egípcia, inteligente e desajeitada. Evelyn integra a expedição à Hamunaptra na busca por um antigo livro, o que a destacaria diante de seus pares. Rachel Weisz não era uma grande fã de filmes de terror, mas não viu este filme como tal. Como ela disse em uma entrevista: "É bobagem, um mundo dos quadrinhos." |
| John Hannah        | Jonathan Carnahan        | Irmão mais velho e desastrado de Evelyn, cujo principal objetivo é ficar rico, ele decide ir para a viagem à Hamunaptra depois de ouvir de Evelyn que a cidade deveria ser onde os antigos faraós escondiam "a riqueza do Egito". Jonathan é um ladrão, que rouba a chave necessária para abrir o Livro de Amon-Ra, e consegue furtar a mesma chave de Imhotep durante a batalha do clímax do filme. |
| Arnold Vosloo      | Sumo Sacerdote Imhotep   | O principal antagonista do filme. Um dos conselheiros de maior confiança do faraó Seti I, Imhotep trai seu soberano por amor a Anck-su-Namun. Ele é amaldiçoado e lentamente morto como punição, mas é ressuscitado 3000 anos mais tarde. O ator de teatro sul-africano Vosloo entendeu a abordagem que Sommers dava ao seu roteiro, mas somente concordou em assumir o papel de Imhotep "se eu pudesse fazê-lo sério. Do ponto de vista de Imhotep, esta é uma versão distorcida de 'Romeu e Julieta'". |
| Kevin J. O'Connor  | Beni Gabor               | O antagonista secundário do filme. Um ex-soldado soviético da Legião Estrangeira Francesa como Rick. Beni é obcecado com a riqueza, mas extremamente covarde e capaz de trair seus empregadores quando confrontado com a ira de Imhotep. O vilão faz dele seu servo após ouvi-lo orar na "linguagem dos escravos". |
| Oded Fehr          | Ardeth Bay               | Medjai e protetor da cidade. |
| Patricia Velásquez | Anck-sun-Namun           | Amor de Imhotep no tempo de Seti I. |
| Aharon Ipalé       | Faraó Seti I             | Faraó traído por seu conselheiro. |
| Bernard Fox        | Capitão Winston Havelock | Antigo piloto da Força Aérea Real Britânica, aliado de Rick. |
| Erick Avari        | Dr. Terence Bey          | O curador do museu, também um Medjai. |
| Omid Djalili       | Gad Hassan               | Um carcereiro no Cairo que se junta a Rick, Evelyn e Jonathan na expedição. |

- Stephen Dunham, Corey Johnson, Tuc Watkins e Jonathan Hyde interpretam os membros da expedição americana.

## Produção

### Origens
Em 1992, os produtores James Jacks e Sean Daniel decidiram atualizar o original filme Mummy para a década de 1990. A Universal Studios e Amblin Entertainment lhes deram aval, mas apenas se eles mantivessem o orçamento em torno de US$ 10 milhões. Jacks lembra que o estúdio "essencialmente queria uma franquia de horror de baixo orçamento"; em resposta, o produtor recrutou o cineasta/escritor de terror Clive Barker para dirigir. A visão de Barker para o filme era violenta, com a história girando em torno do diretor de um museu de arte contemporânea, um cultista tentando reanimar múmias. Jacks recorda que a perspectiva de Barker era "escura, sexual e cheia de misticismo", e que "teria sido um grande filme de baixo orçamento". Depois de várias reuniões, Barker e Universal perderam o interesse e se separaram. George A. Romero foi trazido com uma visão de um filme de terror no estilo zumbi semelhante ao Night of the Living Dead, mas isso foi considerado muito assustador por Jacks e o estúdio, que queria uma imagem mais acessível.
Joe Dante foi a escolha seguinte, e sua ideia de Daniel Day-Lewis como uma múmia taciturna aumentou o orçamento inicial. Esta versão (depois reescrita por John Sayles) se desenrolava na contemporaneidade, e a trama tinha como centro a reencarnação, com elementos de uma história de amor. Essa versão quase saiu do papel, e alguns de seus elementos acabaram entrando no filme efetivamente produzido, como os escaravelhos comedores de carne, mas o estúdio rejeitou a versão de Dante por conta do aumento expressivo no orçamento. Logo depois Mick Garris foi chamado para dirigir, mas acabou deixando o projeto, e Wes Craven recusou a oferta de assumir o posto. Então, Stephen Sommers chamou Jacks em 1997, com sua visão de A Múmia "como uma espécie de Indiana Jones ou Jasão e os Argonautas com a múmia como a criatura que traz dificuldades ao herói". Sommers tinha visto o filme original quando tinha oito anos, e quis recriar as coisas que gostava em uma escala maior. Ele queria fazer um filme da Múmia desde 1993, mas outros escritores ou diretores foram considerados primeiro. Finalmente, Sommers teve uma janela de oportunidade e apresentou sua ideia para a Universal em um pit de roteiro de 18 páginas. Na época, a administração da Universal havia mudado em resposta ao fracasso de bilheteria de Babe: Pig in the City, e a perda levou o estúdio a querer revisitar suas franquias de sucesso dos anos 1930. A proposta de Sommers não só agradou como conseguiu aumentar o orçamento de US$ 15 milhões para US$ 80 milhões.

### Filmagem principal
As filmagens começaram em Marraquexe, no Marrocos, em 4 de maio de 1998, e duraram 17 semanas. Em seguida, a locação mudou para o deserto do Saara, fora da pequena cidade de Arfoud, e depois para o Reino Unido, sendo concluídas as filmagens em 29 de agosto de 1998. A situação política instável impediu que a equipe gravasse no Egito. Para evitar a desidratação no calor escaldante do Saara, a equipe médica da produção criou uma bebida que o elenco e a equipe tinham de consumir a cada duas horas. Tempestades de areia também eram inconvenientes diários. Cobras, aranhas e escorpiões foram outro grande problema, com muitos membros da equipe tendo de ser socorridos de helicóptero após serem mordidos.
Brendan Fraser quase morreu durante uma cena em que seu personagem é enforcado. Weisz se lembra: "Ele [Fraser] parou de respirar e teve que ser ressuscitado." A produção contou com o apoio de um oficial do exército marroquino, e os membros do elenco contavam com precauções como seguro de sequestro, um fato que Sommers divulgou à equipe apenas após as gravações terem sido terminadas.
O designer de produção Allan Cameron encontrou um vulcão adormecido perto de Arfoud, onde todo o conjunto de Hamunaptra foi construído. Sommers gostou da localização, porque, "a cidade escondida na cratera de um vulcão extinto faz todo o sentido. Fora estar no meio do deserto, você nunca iria vê-la. Você nunca pensaria em entrar na cratera a menos que você sabia o que estava dentro daquele vulcão". Uma pesquisa do vulcão foi conduzida de modo que um modelo preciso e em escala das colunas e estátuas pudesse ser replicado nos Shepperton Studios, onde todas as cenas envolvendo as passagens subterrâneas da Cidade dos Mortos foram gravadas. Estes conjuntos levaram 16 semanas para serem construídos, e incluiu colunas de fibra de vidro manipuladas com efeitos especiais para as cenas finais do filme. Outro grande conjunto foi construído no Reino Unido sobre um estaleiro em Chatham para simular o Porto de Gizé, no Rio Nilo. Este conjunto tinha 183 m de comprimento e contou com "um trem a vapor, um motor de tração Ajax, três guindastes, uma carruagem aberta de dois cavalos, quatro carroças puxadas por cavalos, cinco cavalos vestidos de cavalaria, nove burros de carga e mulas, bem como tendas de mercado, vendedores árabes e espaço para 300 figurantes caracterizados".

### Efeitos especiais
Os cineastas afirmam terem gasto US$ 15 milhões do orçamento de US$ 80 milhões apenas em efeitos especiais, fornecidos pela Industrial Light & Magic; e os produtores queriam um novo olhar para a Múmia, a fim de evitar comparações com filmes anteriores. John Andrew Berton Jr., supervisor de efeitos visuais da Industrial Light & Magic's em A Múmia, começou a desenvolver sua perspectiva três meses antes das filmagens começarem. Ele disse que queria que a Múmia "fosse má, difícil, desagradável, algo que nunca tinha sido visto pelo público antes". Berton usou captura de movimento, a fim de conseguir "uma múmia ameaçadora e muito realista". O ator Arnold Vosloo passou pelo processo de captura de movimentos, de modo que a equipe de efeitos especiais pudesse ver exatamente como ele se movia e reproduzir.
Para criar a Múmia, Berton usou uma combinação de live action e computação gráfica. Em seguida, combinou próteses de maquiagem e peças digitais no rosto de Vosloo durante as filmagens. Vosloo descreveu as filmagens como um "coisa totalmente nova" para ele: "Eles tinham que colocar essas luzinhas vermelhas rastreando todo o meu rosto para que pudessem mapear nos efeitos especiais. Uma grande parte do tempo eu estava andando pelo set parecendo uma árvore de Natal". O supervisor de efeitos de maquiagem Nick Dudman produziu as criaturas físicas no filme, incluindo  maquiagem tridimensional e próteses. Ele também projetou todos os efeitos animatrônicos. Enquanto o filme fez uso extensivo de imagens geradas por computador, muitas cenas, incluindo aquelas em que a personagem de Rachel Weisz é coberto com ratos e gafanhotos, foram reais, usando animais vivos.

## Trilha sonora
| Críticas profissionais | Críticas profissionais |
| Avaliações da crítica  | Avaliações da crítica  |
| Fonte                  | Avaliação              |
| ---------------------- | ---------------------- |

The Mummy: Original Motion Picture Soundtrack foi composta e conduzida por Jerry Goldsmith, com orquestrações fornecidas por Alexander Courage. A trilha sonora foi lançado pela Decca Records em 4 de maio de 1999. Como muitas trilhas de Goldsmith, o tema principal usa metais e elementos de percussão; Goldsmith também usou vocais, algo incomum na maioria de sua obra.
No geral, a trilha de Goldsmith foi bem recebida. Allmusic descreveu como uma "grande trilha, melodramática", que entregou os destaques esperados. Outros comentários destacaram positivamente o som escuro, percussão bem casada com o enredo, bem como o poder bruto da música. O uso limitado, mas magistral do coro também foi elogiado, e a maioria dos críticos apontaram a última faixa do CD como a melhor, em geral. Por outro lado, alguns críticos disseram que faltava coesão, e que a ação pesada constante gerou a sensação irritante de repetição. Roderick Scott da CineMusic.net resumiu a trilha como "ela representa o melhor de Goldsmith e também seu lado mais medíocre. Felizmente [...] nesta versão o bem vence."
| N.º | Título               | Duração |  |
| 1.  | "Imhotep"            | 4:20    |  |
| 2.  | "The Sarcophagus"    | 2:17    |  |
| 3.  | "Tauger Attack"      | 2:23    |  |
| 4.  | "Giza Port"          | 2:01    |  |
| 5.  | "Night Boarders"     | 4:08    |  |
| 6.  | "The Caravan"        | 2:52    |  |
| 7.  | "Camel Race"         | 3:26    |  |
| 8.  | "The Crypt"          | 2:26    |  |
| 9.  | "Mumia Attack"       | 2:19    |  |
| 10. | "Discoveries"        | 3:41    |  |
| 11. | "My Favorite Plague" | 3:59    |  |
| 12. | "Crowd Control"      | 3:12    |  |
| 13. | "Rebirth"            | 8:33    |  |
| 14. | "The Mummy"          | 6:19    |  |
| 15. | "The Sand Volcano"   | 5:41    |  |

## Recepção

### Bilheteria
A Múmia abriu em 7 de maio de 1999 e arrecadou US$ 43 milhões de dólares em 3.210 cinemas nos Estados Unidos em sua semana de estreia. O filme faturou US$ 415 milhões de dólares em todo o mundo (doméstico: US$ 155 milhões; estrangeiro: US$ 260 milhões).

### Resposta da crítica
No site agregador de críticas Rotten Tomatoes, 62% das 105 avaliações dos críticos são positivas. O consenso diz que "é difícil apresentar um argumento convincente para The Mummy como qualquer tipo de conquista cinematográfica significativa, mas é inegavelmente divertido de assistir." O Metacritic, que usa uma média ponderada, atribuiu ao filme uma pontuação de 48 em 100, baseado em 34 críticos, indicando críticas "mistas ou médias".

## Prêmios e indicações
Oscar (2000) (EUA)
- Recebeu uma indicação na categoria de Melhor Som.

Prêmio Saturno (2000) (EUA) (Academy of Science Fiction, Fantasy & Horror Films)
- Venceu na categoria Melhor Maquiagem.
- Recebeu uma indicação na categoria Melhor Ator (Brendan Fraser).
- Recebeu uma indicação na categoria Melhor Atriz (Rachel Weisz).
- Recebeu uma indicação na categoria Melhor Figurino.
- Recebeu uma indicação na categoria Melhor Diretor (Stephen Sommers).
- Recebeu uma indicação na categoria Melhor Filme de Ficção Científica.
- Recebeu uma indicação na categoria Melhores Efeitos Especiais.
- Recebeu uma indicação na categoria Melhor Trilha Sonora.
- Recebeu uma indicação na categoria Melhor Roteiro.

BAFTA Awards (2000) (EUA)
- Recebeu uma indicação, na categoria Melhores Efeitos Visuais.

MTV Movie Awards (2000) (EUA)
- Recebeu uma indicação, na categoria Melhor Cena de Ação.

## Adaptações
O sucesso nas bilheterias de A Múmia levou a inúmeras sequências e spin-offs. Em 2001, a sequência O Retorno da Múmia foi lançada, trazendo de volta a maioria dos personagens sobreviventes, com Rick e Evelyn casados enfrentando Imhotep e o Escorpião Rei. O filme introduz o filho dos heróis, Alexander 'Alex' O'Connell. Os dois filmes inspiraram também uma série animada que durou duas temporadas, e uma prequela spin-off, The Scorpion King (2002), contando a história do guerreiro acadiano e como ele foi coroado rei.
A segunda sequência, chamado A Múmia: Tumba do Imperador Dragão, foi lançado em 1º de agosto de 2008. A história se passa na China, com o Imperador Qin inspirando o vilão, e sendo Rachel Weisz substituída por Maria Bello. A prequela The Scorpion King, também teve uma continuação, The Scorpion King 2: Rise of a Warrior, lançado diretamente em home vídeo. Ambos os filmes foram mal recebidos pela crítica, mas outros filmes do Escorpião Rei foram produzidos para o mercado de vídeo.
Duas adaptações de A Múmia foram produzidas para os videogames em 2000, pela Konami e Universal Interactive: um action-adventure para PlayStation e PC desenvolvido pela Rebellion Developments, bem como um jogo eletrônico de quebra-cabeça para Game Boy Color publicado pela Ubisoft. O filme também inspirou uma montanha russa, a Revenge of the Mummy em três Universal Studios Theme Parks: o de Hollywood naCalifórnia; em Orlando na Flórida; e em Sentosa em Singapura.
Em 2012 a Universal anunciou outra versão de A Múmia, que acabaria lançada em 2017.

## Continuações
- O Retorno da Múmia (2001)
- A Múmia: Tumba do Imperador Dragão (2008)
- The Mummy: The Animated Series (2001-2003)